# 549 (tal)
549 är det naturliga heltal som följer 548 och följs av 550.

## Matematiska egenskaper
- 549 är ett udda tal.
- 549 är ett sammansatt tal.

## Inom vetenskapen
- 549 Jessonda, en asteroid.